# Scopogonalia penicula
Scopogonalia penicula är en insektsart som beskrevs av Young 1977. Scopogonalia penicula ingår i släktet Scopogonalia och familjen dvärgstritar. Inga underarter finns listade i Catalogue of Life.